# 31593 Romapradhan
31593 Romapradhan è un asteroide della fascia principale. Scoperto nel 1999, presenta un'orbita caratterizzata da un semiasse maggiore pari a 2,2707264 UA e da un'eccentricità di 0,0636314, inclinata di 2,01333° rispetto all'eclittica.